# Ann-Kristin Hedmark
Ann-Kristin Elisabet "Anki" Hedmark, född 9 juni 1949 i Skellefteå, är en svensk sångerska. Hon är bosatt i Årsta i Stockholm.

## Karriär
Ann-Kristin Hedmark började tidigt sjunga i olika orkestrar och skivdebuterade 1968 med Det är dej, bara dej jag vill ha. 1970 kom låten Om du är kär i nån, vilken låg en kort tid på Svensktoppen. Hennes första stora framgång blev Så gick det till när farfar var ung, tillsammans med Yngve Forssells orkester från hemstaden, vilken låg 22 veckor på Svensktoppen 1973. Hon deltog även i Melodifestivalen 1973 med melodin I våran värld. Den slutade på andra plats, före Abba:s Ring ring (bara du slog en signal).
Under 1970-talet samarbetade Hedmark flera gånger med den amerikanske singer/songwritern Lee Hazlewood. Repertoaren blev senare alltmer inriktad på jazz och visor. År 1978 fick hon framgång med albumet Visa till Dig med låtar av Cornelis Vreeswijk.
Hedmark engagerade sig även för de sömmerskor som hotades av uppsägning vid Algots fabrik i Skellefteå och utgav tillsammans med Gunnar Enqvist albumet Var dag i visa och versch 1980, på vilket hon bland annat sjöng låtarna Victor Jara och När man jämför av Mikael Wiehe samt kvinnokampssången Eva Maria Andersson med text av Wava Stürmer.
Av hennes senare album kan nämnas Hedmark & Personal (1984) med texter av Kristina Lugn och Kom, vad väntar du på (1990) med influenser av tredje världens musik.
Den 10 oktober 1987 medverkade hon som hemlig gästartist i finalprogrammet av SVT:s TV-program På spåret.
Hon har även agerat röstskådespelare i 1989 års nydubbning av Disneys Lady och Lufsen från 1955.
År 2004 kom skivan Kom tillbaka innan du går, en hyllning till den då nyligen bortgångne Berndt Egerbladh. Albumtiteln var ett resultat av samarbetet mellan Egerbladh och artisten och poeten Patrick El-Hag, som inleddes med att Egerbladh bad El-Hag att skriva texter till instrumentalstycken som Egerbladh släppt på albumen Night Pieces (1992) och Mousse au Chocolate (2001). Albumet innehöll även två texter av Kristina Lugn och en text av Jonas Gardell. Skivan fick toppbetyg i Svenska Dagbladet, Smålands-Tidningen, Hallandsposten, Norrbottens-Kuriren, Tidningen Ångermanland,     och exceptionella omdömen i bland annat Dagens Nyheter, Östgöta-Correspondenten, Jönköpings-Posten och Helsingborgs dagblad.   Singeln Visa vid sommarens slut testades till Svensktoppen i september 2004.

## Priser och utmärkelser
- 2003 – Jan Johansson-stipendiet
- 2006 – Monica Zetterlund-stipendiet

## Privatliv
Ann-Kristin Hedmarks bror Lennart Hedmark var på 1970-talet friidrottare i toppklass, framför allt i tiokamp.

## Diskografi

### Album i eget namn
- 1972 – Du har en vän (Decca)
- 1974 – Ann-Kristin (Decca)
- 1976 – Inifrån (Philips)
- 1977 – Ann-Kristin & Sandvik Big Band (Philips)
- 1978 – Visa till Dig, sånger av Cornelis Vreeswijk (Goodwill)
- 1978 – En sällsam sång, med Lee Hazlewood (Decca)
- 1979 – Nära och långt borta (Goodwill)
- 1980 – Var dag i visa och versch (med Gunnar Enqvist) (a disc)
- 1982 – Damernas dans (Mistlur)
- 1984 – Hedmark & Personal med texter av Kristina Lugn (Mistlur)
- 1990 – Kom, vad väntar du på med texter av Kerstin Thorvall (Mistlur)
- 1995 – Prinsessans längtan (MNW)
- 2002 – It Happened to Me (Sittel)
- 2004 – Kom tillbaka innan du går (Sittel)

### Samlingsalbum
- 1975 – Var är dina tankar (Karusell)
- 1995 – När natt blir dag (Carlton Home Entertainment)

### Medverkan
- 1971 – Bengt-Arne Wallin: Wallin / Wallin, psalmer i nya arrangemang (Dux)
- 1973 – Yngve Forsséll’s Orchestra: Party Music 4 (Decca)
- 1975 – Beppe Wolgers: Långtradarchaufförens berättelse (RCA)
- 1980 – Sandvik Big Band: 'taint Nobody's Bizness If I Do (Dragon)
- 1980 – Rune Andersson: Ringen av regn (Bastun)
- 1984 – Rysk roulett, artister mot narkotika (Hambo)
- 2006 – Lee Hazelwood: Cake or Death (BPX)

## Melodier på Svensktoppen
- 1970 – Om du är kär i nån
- 1972 – Du har en vän
- 1979 – Var det du?
- 2004 – Visa vid sommarens slut (testades men missade listan)